# 莫里乌萨克
莫里乌萨克是一个已废弃的定居点，位于格陵兰北部的阿万纳塔市镇，距离图勒空军基地西北部约42公里，距离卡纳克西南部约83公里。该地区的狩猎和渔业资源丰富，特别是鱼类、独角鲸、海豹和北极熊。